# 바른과학기술사회 실현을 위한 국민연합
바른과학기술사회 실현을 위한 국민연합(약칭 과실연)은 국가 주요 정책의 올바른 방향 설정과 그 실천을 위한 창조적 대안을 제시하고, 인간 중심의 과학 기술 연구와 교육을 실현하기 위한 합리적 방안을 모색하며, 과학기술의 생활화를 위한 사회적 실천 운동을 적극적으로 전개하여 바른 과학기술 창달을 통한 고도의 선진 사회 실현에 이바지할 목적으로 2006년 3월 21일 설립허가된 국립과천과학관 소관의 비영리 사단법인이다. 사무국은 서울특별시 강남구 테헤란로7길 22, 한국과학기술회관 1관 508호에 위치해있다.